# Нижнее Запрудное
Нижнее Запру́дное (укр. Нижнє Запрудне, крымскотат. Aşağı Degirmenköy, Ашагъы Дегирменкой) — село на Южном берегу Крыма. Входит в Городской округ Алушта Республики Крым (согласно административно-территориальному делению Украины — в составе Маломаякского сельского совета Алуштинского горсовета Автономной Республики Крым).

## Население
| 2001 | 2014 |
| ---- | ---- |
| 90   | ↗161 |

Всеукраинская перепись 2001 года показала следующее распределение по носителям языка:
| Язык             | Число жит. | Процент |
| ---------------- | ---------- | ------- |
| русский          | 82         | 82,22   |
| украинский       | 13         | 13,33   |
| крымскотатарский | 1          | 1,11    |
| белорусский      | 1          | 1,11    |

### Динамика численности
- 1989 год — 35 чел.[11]
- 2001 год — 90 чел.
- 2009 год — 68  чел.[12]
- 2014 год — 161 чел.[13]

## Современное состояние
На 2018 год в Нижнем Запрудном числится 3 улицы: Виноградная, Мирная и Юбилейная; на 2009 год, по данным сельсовета, село занимало площадь 47,8 гектара на которой, в 31 дворе, проживало 68 человек.

## География
Нижнее Запрудное расположено на Южном берегу Крыма, у подножия горы Роман-Кош, на правой стороне балки реки Аян-Узень, высота центра села над уровнем моря 362 м. Находится в 15 км на юго-запад от Алушты, ближайшая железнодорожная станция — Симферополь-Пассажирский — примерно в 65 километрах. Юго-восточнее (в 400 м, по шоссе — 1,5 км) проходит магистральная трасса М-18 Симферополь—Ялта, где проходит троллейбусная линия маршрутов сообщения на Ялту. Ближайшие населённые пункты: Запрудное на противоположном, северном, берегу реки и Лавровое — в 1 км на юг (по шоссе около 3 км). Транспортное сообщение осуществляется по региональной автодороге 35Н-034 Нижнее Запрудное — Верхнее Запрудное от шоссе Пушкино — Запрудное — Краснокаменка (по украинской классификации — С-01-0108 ).

## История
Время образования села пока не установлено — на 15 июня 1960 года Нижнее Запрудное уже числилось в составе Запрудненского сельсовета Алуштинского района, а на 4 января 1965 года фигурирует Маломаякский. 1 января 1965 года, указом Президиума ВС УССР «О внесении изменений в административное районирование УССР — по Крымской области», Алуштинский район был преобразован в Алуштинский горсовет и село также включили в его состав. По данным переписи 1989 года в селе проживало 35 человек. С 12 февраля 1991 года село в восстановленной Крымской АССР, 26 февраля 1992 года переименованной в Автономную Республику Крым. С 21 марта 2014 года в составе Крыма аннексировано Россией, с 5 июня 2014 года — в Городском округе Алушта.